# Credi
Credi è un singolo del cantante Max Pezzali, il secondo estratto dall'album Terraferma, pubblicato il 30 aprile 2011. Il brano è contenuto anche nella raccolta Le canzoni alla radio.

## Il brano
Parlando del brano Pezzali ha dichiarato:
Il brano è stato presentato in anteprima il 20 aprile 2011 a Firenze, in occasione dei TRL Awards.

## Video musicale
Il video ufficiale di Credi è stato diretto dai Manetti Bros., e vede protagonisti i giovanissimi attori Federico Russo e Beatrice Galati.
La storia si sviluppa fra i banchi di scuola, dove il protagonista, un giovane nerd, molto studioso, isolato dal resto della classe, è innamorato di una bellissima compagna che non lo considera nemmeno. Dopo l'annuncio in televisione del rapimento della ragazza da parte di alcuni malviventi, è proprio il giovane nerd a salvarla, spronato all'azione da Max stesso. Il giovane, infatti, costruisce una tuta e delle armi che gli consentono di diventare un supereroe, capace anche di volare e sconfiggere i malviventi armati, e così salva la ragazza, conquistando anche il suo amore.

## Formazione
- Max Pezzali - voce
- Sergio Maggioni - chitarra, tastiera
- Sergio Carnevale - batteria
- Matteo Lavagna - basso